# Erik Lindell
Erik Kristian Lindell (Norrköping, 14 febbraio 1996) è un calciatore svedese, centrocampista del Degerfors.

## Carriera
Cresciuto nel settore giovanile dell'IFK Norrköping, fra il 2015 ed il 2016 gioca in prestito al Sylvia in quarta divisione.
Nel 2017 viene prestato al Degerfors con cui debutta fra i professionisti il 2 aprile in occasione del match di Superettan vinto 3-2 contro il Syrianska. Dopo essere rimasto in prestito per due stagioni, il club biancorosso lo ingaggia a titolo definitivo. Al termine delcampionato di Superettan 2020 la squadra conquista la promozione nella massima serie, così il 12 aprile 2021 Lindell debutta in Allsvenskan in occasione della sconfitta sul campo dell'AIK.
La sua prima permanenza al Degerfors dura complessivamente sei anni e mezzo poiché il 9 luglio 2023, all'indomani della partita esterna vinta contro il Brommapojkarna grazie a una sua rete nei minuti finali, lascia la Svezia per approdare all'AB nella terza serie danese dove ha trascorso la stagione 2023-2024.
Il 18 giugno 2024 viene ufficializzato il suo ritorno al Degerfors, club che durante la parentesi danese di Lindell era nel frattempo sceso in Superettan.

## Statistiche

### Presenze e reti nei club
Statistiche aggiornate al 21 novembre 2021.
| Stagione        | Squadra         | Campionato      | Campionato | Campionato | Coppe nazionali | Coppe nazionali | Coppe nazionali | Coppe continentali | Coppe continentali | Coppe continentali | Altre coppe | Altre coppe | Altre coppe | Totale | Totale |
| Stagione        | Squadra         | Comp            | Pres       | Reti       | Comp            | Pres            | Reti            | Comp               | Pres               | Reti               | Comp        | Pres        | Reti        | Pres   | Reti   |
| --------------- | --------------- | --------------- | ---------- | ---------- | --------------- | --------------- | --------------- | ------------------ | ------------------ | ------------------ | ----------- | ----------- | ----------- | ------ | ------ |
| 2015            | Sylvia          | D2              | 25         | 5          | CS              | 2               | 0               |                    | -                  | -                  |             | -           | -           | 27     | 5      |
| 2016            | Sylvia          | D2              | 9          | 0          | CS              | 0               | 0               |                    | -                  | -                  |             | -           | -           | 9      | 0      |
| 2017            | Degerfors       | S1              | 26         | 0          | CS+CS           | 3+1             | 0               |                    | -                  | -                  |             | -           | -           | 30     | 0      |
| 2018            | Degerfors       | S1              | 24         | 2          | CS              | 0               | 0               |                    | -                  | -                  |             | -           | -           | 24     | 2      |
| 2019            | Degerfors       | S1              | 26         | 0          | CS              | 0               | 0               |                    | -                  | -                  |             | -           | -           | 26     | 0      |
| 2020            | Degerfors       | S1              | 28         | 0          | CS              | 4               | 1               |                    | -                  | -                  |             | -           | -           | 32     | 1      |
| 2021            | Degerfors       | A               | 25         | 0          | CS              | 1               | 0               |                    | -                  | -                  |             | -           | -           | 26     | 0      |
| Totale carriera | Totale carriera | Totale carriera | 163        | 7          |                 | 11              | 1               |                    | -                  | -                  |             | -           | -           | 174    | 8      |

## Palmarès

### Club

#### Competizioni nazionali
- Superettan: 1

Degerfors: 2024